# Avola

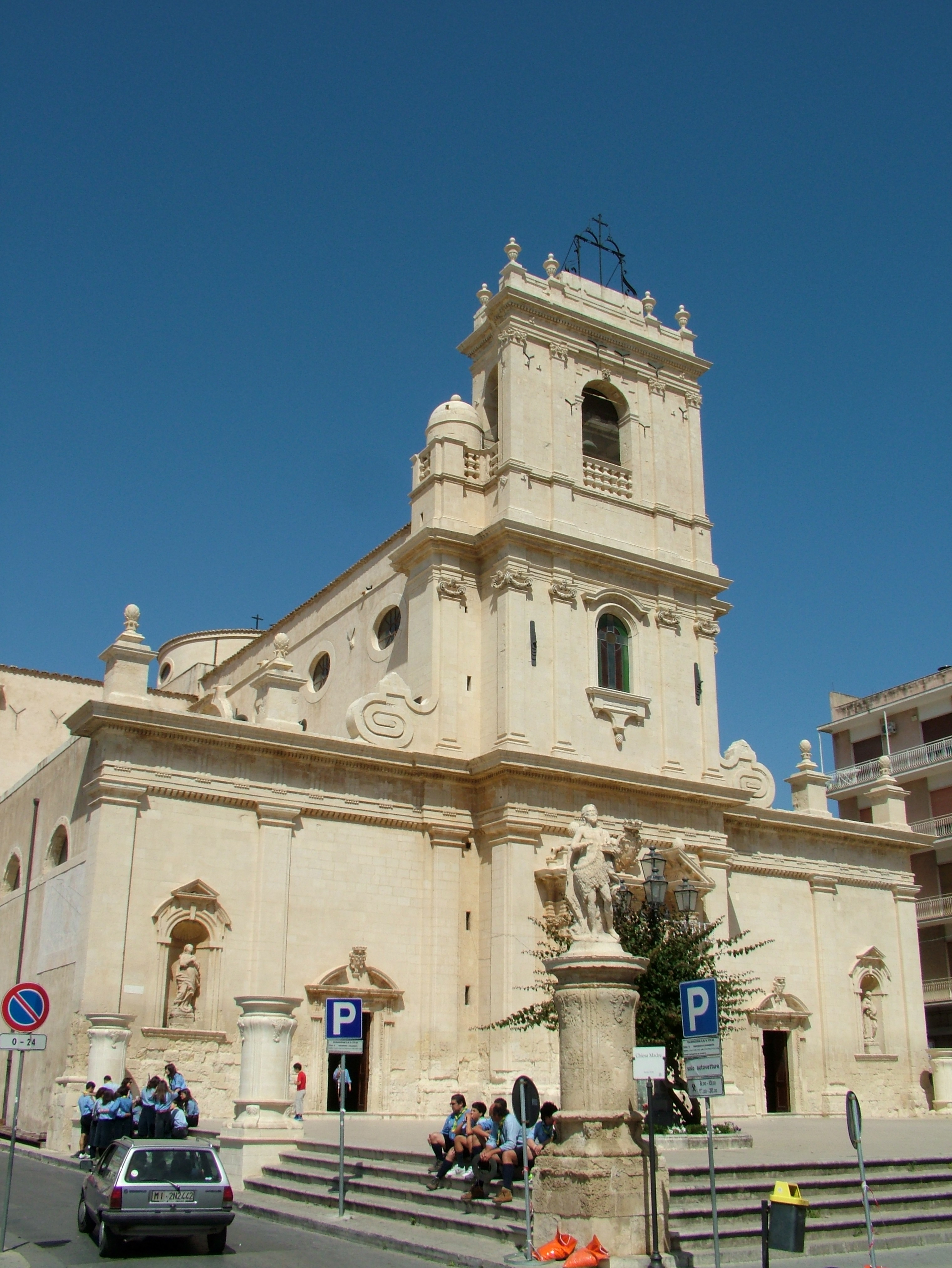
Chiesa Madre

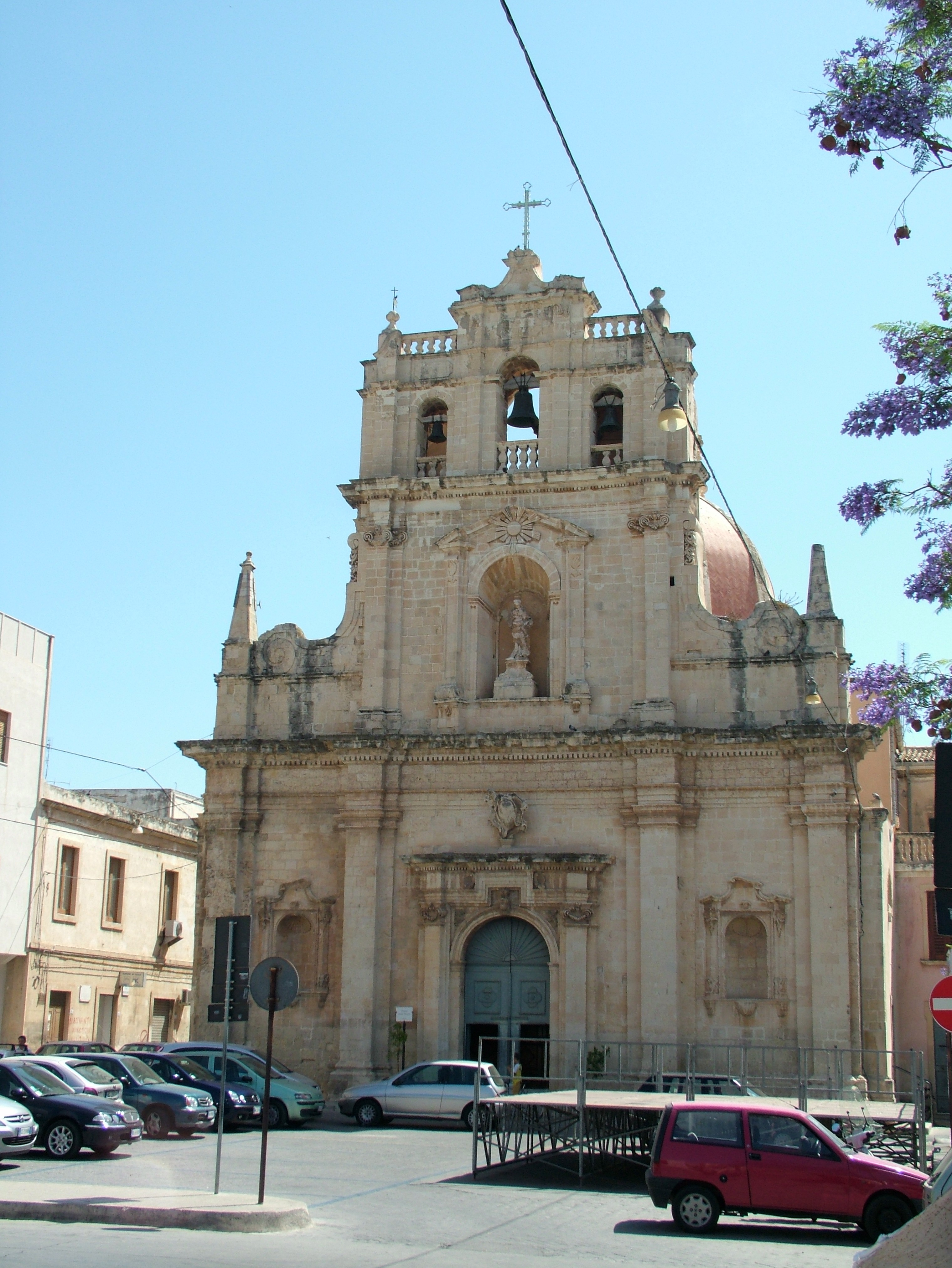
Chiesa di Santa Venera

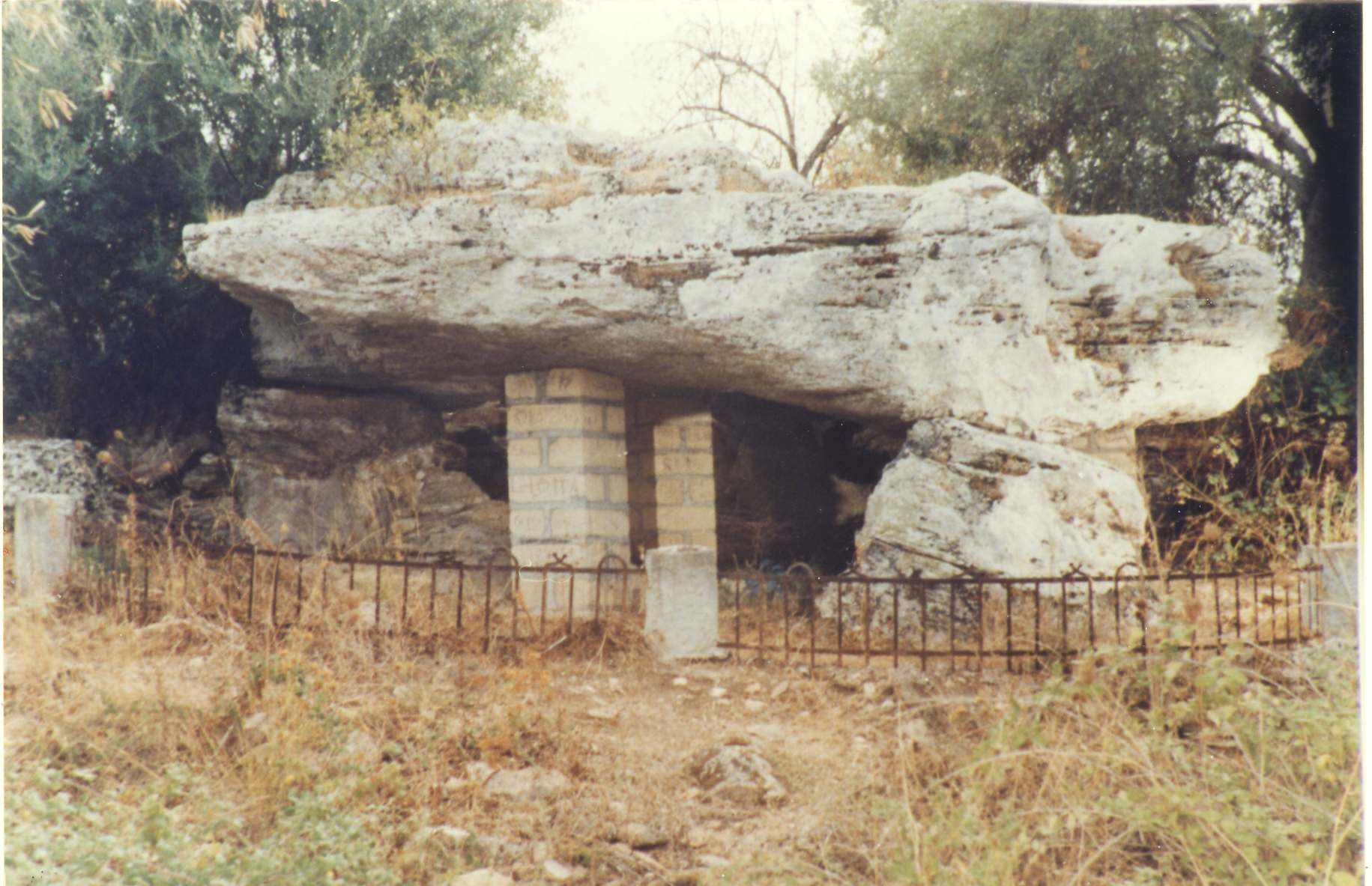
Dolmen di Avola

Avola ist eine Stadt im Freien Gemeindekonsortium Syrakus in der Region Sizilien in Italien mit 30.563 Einwohnern (Stand 31. Dezember 2023). Über die Grenzen Italiens hinaus bekannt ist die Rotwein-Rebsorte Nero d’Avola.

## Lage und Daten
Avola liegt 27 Kilometer südwestlich von Syrakus in der Nähe der Ionischen Küste. Die Einwohner arbeiten hauptsächlich in der Industrie und in der Landwirtschaft. Avola ist Zentrum des Mandelanbaus.
Die Stadt liegt an der SS 115 von Syrakus nach Ragusa. Avola hat einen Bahnanschluss an die Bahnstrecke Canicattì–Syrakus.
Die Nachbargemeinden sind Noto und Syrakus.

## Geschichte
Der Ort wird unter dem Namen Ἄβολλα (Transkription Ábolla, mittelgriechische Aussprache Áwolla) von Stephanos von Byzanz erwähnt. Man fand hier zahlreiche Münzhorte aus dem 5. bis 2. Jahrhundert v. Chr. Seit der Spätantike wurde der Ort von Byzantinern und Arabern bewohnt. Bei dem Erdbeben auf Sizilien 1693 wurde er durch einen Tsunami vollständig zerstört. 8 km vom alten Ort (jetzt Avola Antica) entfernt wurde Avola 1695 in Form eines Sechsecks wieder aufgebaut. Zentrum ist die Piazza Umberto I., auf der auch der Dom steht.

## Bauwerke
Avola ist eine Stadt des Barocks.
- Kirche Ex Convento dei Cappuccini
- Kirche Madre di S. Nicolò di Mira, 18. Jahrhundert
- Kirche S. Maria di Gesù
- Kirche S. Giovanni Battista, 18. Jahrhundert
- Kirche S. Venera
- Kirche S. Antonio da Padova, 18. Jahrhundert
- Kirche Santa Croce ai cappuccini
- Kirche S. Antonio Abate, 18. Jahrhundert
- Kirche della SS. Annunziata, 18. Jahrhundert
- Kirche S. Maria delle Grazie
- Museo Civico

## Umgebung
- Strand Lido di Avola (nordöstlich)
- Strand Marina di Avola (südöstlich)
- Ruinen der 1693 bei einem Erdbeben zerstörten alten Stadt Avola, diese liegen ca. 8 km nordöstlich der heutigen Stadt
- Das Naturreservat Cavagrande del Cassibile, eine durch Erosion entstandene Schlucht, mit Felsgäbern aus der Zeit der Sikeler
- Dolmen di Avola

## Söhne und Töchter
- Paolo Di Stefano (* 1956 in Avola), Literaturkritiker, Schriftsteller
- Paolo Tiralongo (* 1977), Radrennfahrer
- Barbara Andolina (* 1978), Judoka
- Giampaolo Caruso (* 1980), Radrennfahrer
- Luigi Busà (* 1987), Karateka
- Salvatore Caruso (* 1992), Tennisspieler